# Döda mej inte så dödar jag inte dej
Döda mej inte så dödar jag inte dej är ett album av det svenska punkbandet Radioaktiva Räker. Det spelades in i slutet av 1997 och gavs ut 1998 på Beat Butchers. För att fira detta ordnades en realesefest tillsammans med Coca Carola och Svart Snö som båda också skulle släppa en varsin skiva. Text och musik på samtliga låtar är skrivet av Johan Anttila förutom Allt Jag Ser som även Dåglås varit med och skrivit.

## Låtlista
1. Galningens Spådomar
2. Döda Mej Inte Så Dödar Jag Inte Dej
3. Från Hofors Intet Nytt
4. Vinner Nog Till Slut
5. Vingar
6. Efteråt
7. Trivialiteter
8. Från Han Till Jag
9. Akvarium
10. Änglar Krigare Bovar å Banditer
11. Mera Kol
12. Bittra Tiden
13. Ögon
14. Allt Jag Ser